# Sécheresse de 2022 en Europe
 (août 2022).
La sécheresse de 2022 en Europe est un épisode de sécheresse en Europe continentale et dans les îles Britanniques pendant l'été 2022.
Cette situation débute par un déficit hydrique dès l'hiver 2021-2022, marqué par de faibles pluies, et résulte en des restrictions d'usages d'eau à l'été ainsi qu'une série d'incendies dans plusieurs régions métropolitaines.
Selon l'Observatoire mondial de la sécheresse (GDO, en anglais : Global Drought Observatory) du Centre commun de recherche de la Commission européenne, la sécheresse est la pire depuis 500 ans,.

## Allemagne
En août 2022, le niveau du Rhin avait baissé au point d'affecter la navigation. Le niveau d'eau à Emmerich est descendu à -3 cm, soit 10 cm de moins que le précédent record de 2018. Le niveau normal de l'eau est de 239 cm. En raison des faibles niveaux d'eau, le coût du transport des marchandises a été multiplié car les navires n'ont pu charger que 25 à 35 % de leur cargaison habituelle.
Le 24 août, 54 % du territoire allemand est touché par une sécheresse exceptionnelle. En outre, 24,6 % étaient touchés par une sécheresse extrême et 12,2 % par une sécheresse sévère.

## France

### Chronologie
La sécheresse s'est installée dès l'hiver 2021-2022. L'hydrologue Emma Haziza constate que l'année 2022 est caractérisée par un manque de précipitation en hiver et au printemps. 
Dès le 11 avril, huit départements ont mis en œuvre des mesures de restriction des usages de l'eau. 
Le comité d'anticipation et de suivi hydrologique du 18 mai identifie des risques de sécheresse. Le ministère de la Transition écologique publie une cartographie du risque de sécheresse par département pour l'ensemble de la France métropolitaine avec 3 niveaux de risques : très probable, probable et possible.
Au mois de juillet, seuls 9 mm de pluie sont tombés. C'est le mois de juillet le plus sec depuis le début des mesures en 1959. La sécheresse concerne la totalité du territoire de France métropolitaine. La sécheresse se manifeste notamment par le faible enneigement dans les Alpes, un niveau historiquement bas des rivières et un niveau très bas des lacs comme le lac de Serre-Ponçon ou le lac de Sainte-Croix.
Le mois de juillet arrive après un printemps déjà très sec. Le département de la Drôme, par exemple, est en alerte sécheresse depuis le 7 avril 2022.

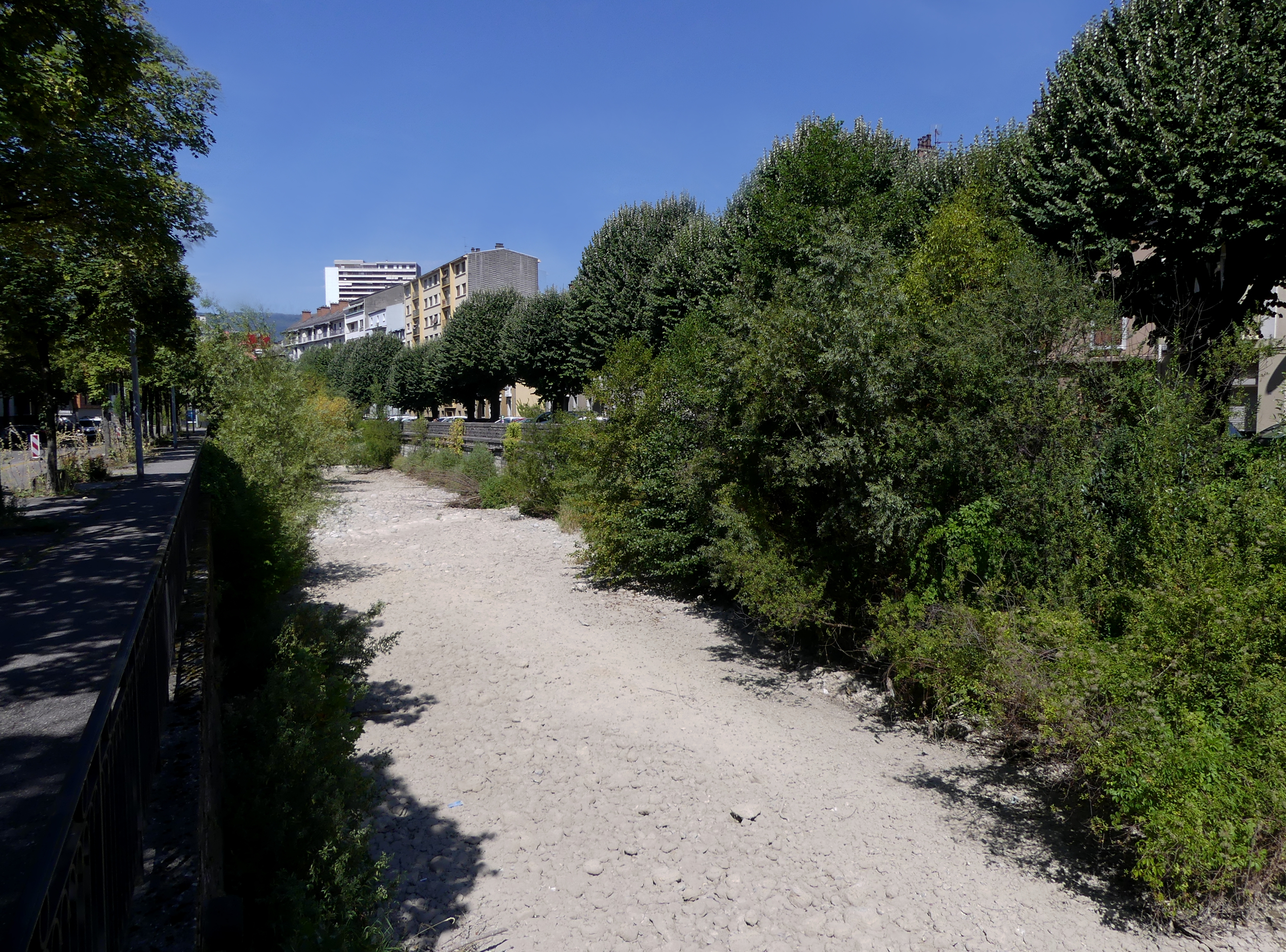
La Leysse à l'entrée de Chambéry le 28 juillet 2022.

Le 2 août 2022, l'ensemble des 96 départements de France métropolitaine sont placés en vigilance sécheresse. Parmi ces départements, 60 départements sont considérés en crise sécheresse le 3 août. 
Le 5 août 2022, le ministre de la Transition écologique, Christophe Béchu, fait savoir que « plus d'une centaine de communes » sont privées d'eau potable, une situation qualifiée d'« historique ». 

Niveau de gravité maximal limitant les usages de l'eau par département en vigueur au 12 août 2022 avec 74 départements en crise.

Le 5 août 2022, la Première ministre Élisabeth Borne annonce la création d'une cellule interministérielle de crise.

### Contexte

#### Mise en perspective historique
Au cours des 50 années précédentes, la France a connu d'autres épisodes de sécheresse notamment en 1976, en 1989-1990, en 2003, en 2011 et à l'automne 2018. La sécheresse de 2022 est comparable en intensité aux épisodes de 1976 et 2003 d'après le climatologue Jean-Michel Soubeyroux.

#### Situation météorologique
En parallèle de la sécheresse de 2022, la France métropolitaine est touchée comme la plupart des pays d'Europe par plusieurs épisodes de canicule.
La sécheresse renforce la crise énergétique en Europe liée à l'invasion de l'Ukraine par la Russie en 2022.

### Causes et explications
À l'automne 2021, la situation des nappes phréatiques était globalement favorable. La période de recharge des nappes phréatiques 2021-2022 a été largement déficitaire. Cela s'explique largement par le déficit pluviométrique de l'hiver 2021-2022. 
Localement, la situation hydrologique dépend du 
type de nappe. Les nappes phréatiques inertielles conservent un niveau d'eau peu dégradé alors que les nappes phréatiques réactives sont directement affectées par le manque de pluie.

### Conséquences

#### Incendies

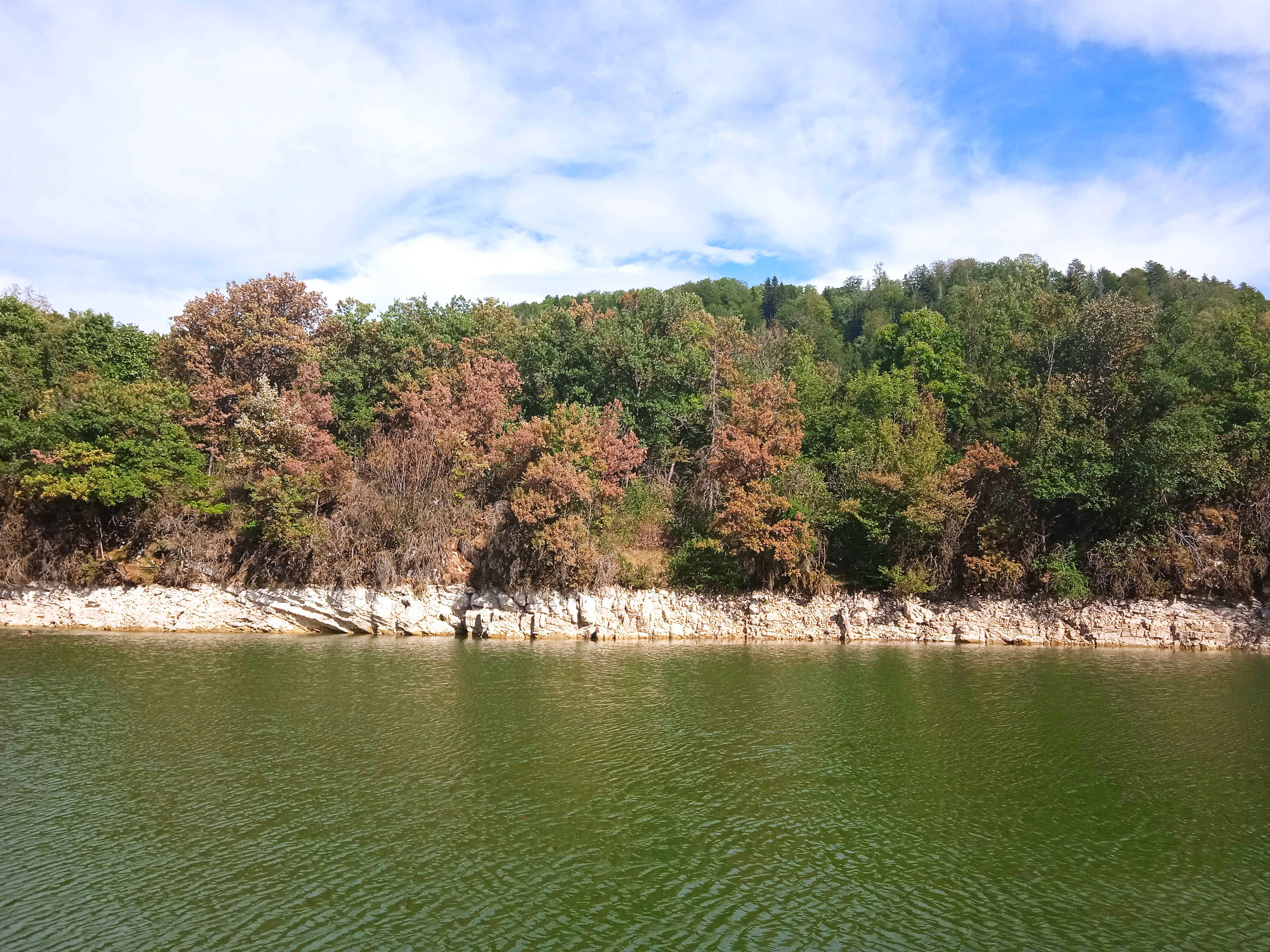
Arbres desséchés à cause de la sécheresse à Ravilloles (Jura), le 28 juillet 2022.

La sécheresse a pour conséquence des feux de forêt, en particulier des mégafeux en Gironde et des restrictions d'eau. Le système européen d’information sur les feux de forêt recense plus de 47 000 hectares de surfaces brûlées sur les sept premiers mois de l'année, dépassant déjà l'année 2019 où 43 600 ha avaient brûlé. À titre de comparaison, la forêt d'Orléans d'une surface de 50 000 ha, dont 35 000 ha de forêt domaniale, est la plus grande de France dans ce registre.
Des régions habituellement épargnées de ces phénomènes de feux de forêt, comme la Bretagne, sont également concernées, « dont la propagation a été facilitée par la forte sécheresse et les vents tournants » selon la préfecture du Morbihan .

#### Tensions sur les nappes phréatiques
En Haute-Corse, les réserves d'eau s'épuisent et début août le préfet appelle ses administrés à diminuer leur consommation d'eau.
À Seillans dans le Var, la nappe phréatique est asséchée et la commune est approvisionnée en eau par un camion-citerne. La commune a mis en place des mesures de restriction de la consommation d'eau par personne à hauteur de 150 litres par jour. Pour faire respecter la règle, la commune pose des dispositifs de restriction du débit sur les compteurs des habitations qui excèdent le seuil.

#### Conséquences sur le marché de l'électricité
La production hydroélectrique s'est effondrée à la suite de la sécheresse. 
En parallèle, le faible niveau du Rhin diminue le tonnage net des bateaux transportant le charbon vers les centrales allemandes, ce qui augmente les coûts de production. Par conséquent, le prix du mégawattheure sur le marché européen a parfois atteint 470 euros en août.
La production d'électricité thermique est aussi menacée, car la faiblesse du débit des fleuves et la température élevée de l'eau de ceux-ci baisse l'efficacité des échangeurs thermiques constituant la source froide des turbines à vapeur. EDF a été contraint de réduire sa production d'électricité nucléaire.

#### Conséquences sur la faune sauvage
La sécheresse de 2022 en France et plus généralement en Europe de l'ouest a des conséquences dramatiques sur la faune sauvage.

#### Risques pour le bâti
La multiplication des sécheresses expose les bâtiments construits sur des sols argileux au phénomène de retrait-gonflement des argiles, ce qui peut conduire à des fissures et une fragilisation du bâtiment. Le ministère de la Transition écologique estime que près de 10,4 millions de maisons individuelles sont potentiellement très exposées,.

### Débat public

#### Questionnement sur la gestion de l'eau
Dans une tribune au Figaro, Hervé Mariton défend l'idée 
que les capacités de stockage des eaux pluviales sont faibles, l'utilisation se faisant sur des stocks naturels fortement déficitaires.

## Italie
L'état d'urgence a été déclaré en juillet 2022. La sécheresse a été tenue pour responsable de la mort de dizaines de vaches. Le nord de l'Italie a connu un assèchement d'importants cours d'eau comme le Pô.